# Agustín de Foxá
Agustín de Foxá, comte de Foxá et marquis d'Armendáriz, né à Madrid le 28 février 1906 à Madrid et mort le 30 juin 1959, est un écrivain, journaliste et diplomate espagnol d'idéologie phalangiste.

## Œuvres
- Obras completas, Madrid: Prensa Española, 3 volumes (le quatrième volume ne fut jamais publié) I, 1963; II, 1971, III, 1976.

### Articles de presse, chroniques et reportages
- Nostalgia, intimidad y aristocracia, Fundación Banco Santander, 2010.
- Un mundo sin melodía (1950).
- Artículos selectos, Édition de Jaime Siles, Madrid, Visor, 2003.

### Poésie lyrique
- La niña del caracol, 1933.
- El toro, la muerte y la agua (Madrid: Imprenta de Galo Sáez, 1936)
- El almendro y la espada, 1940.
- Poemas a Italia
- Antología poética 1933–1948, Madrid, 1949.
- El gallo y la muerte, 1949.

### Roman
- Madrid, de Corte a checa (Ciudadela Libros, Madrid, 2006, Salamanque, Jerarquía, 1938, seconde édition augmentée et corrigée Saint-Sébastien, Librería Internacional, 1938).
- Misión en Bucarest y otras narraciones (Madrid, Prensa Española, 1965).
- Historias de ciencia ficción, édition de Mariano Martín Rodríguez, Madrid, Biblioteca del Laberinto, 2009.

### Théâtre en vers
- Cui-Ping-Sing (1940).
- El beso a la bella durmiente.

### Théâtre en prose
- Baile en capitanía (1944).
- Gente que pasa.
- Otoño del 3006

## Évocation littéraire
Agustin de Foxà est l'un des personnages principaux du livre de Curzio Malaparte, Kaputt (1943).